# Fumando espero
Fumando espero és un tango compost l'any 1923 amb música de Joan Viladomat i lletra de Félix Garzo. Estrenat el mateix 1923 dins la revista musical La nueva España al Teatre Victòria serà recordada i interpretada per nombroses cantants d'arreu del món, com ara Ignacio Corsini, Bella Dorita o Carlos Gardel, tot i que al Paral·lel no cridés gaire l'atenció. En canvi, en aquesta mateixa època, al Paral·lel sí que triomfarà el Tango de la cocaína, estrenat el 1926 per Pepe Amich; un guinyol líric sobre la moda de la cocaïna.
La versió més coneguda a Espanya de Fumando espero és la que va enregistrar Sara Montiel a la pel·lícula El último cuplé, dirigida per Juan de Orduña l'any 1957.

## Context
Els anys 20 a Catalunya va ser una època on s'alternaren la repressió social i nacional amb el progrés urbanístic i una revifalla de la cultura, i on va tenir lloc un augment de la població de les ciutats a causa del moviment migratori del camp a les zones industrials. Als anys 20 a Barcelona, trobem a l'avinguda del Paral·lel una zona d'oci, art i entreteniment com a resposta a la demanda d'una cultura de masses, que reclamava tota mena de diversions populars. És en aquesta ubicació on les noves classes socials troben el seu espai i una relació amb la cultura que fins llavors no tenien.

## Versions
És probable que la versió de la Sara Montiel sota el dictamen de la censura franquista veiés exclosa una estrofa que van interpretar com una al·lusió a la cigarreta que moltes persones solien fumar després de fer l'amor.
(…) Tras la batalla
en que el amor estalla, 
un cigarrillo
es siempre un descansillo
y aunque parece
que el cuerpo languidece, 
tras el cigarro crece
su fuerza, su vigor. (…)